# Añorga
Añorga es un barrio de la ciudad de San Sebastián.
Antigua zona de caseríos en las afueras de San Sebastián, la implantación en 1900 de la empresa Cementos Rezola en el barrio transformó Añorga en un barrio de tipo industrial, aunque sin llegar a perder del todo el carácter rural que tuvo antaño. Aun considerando Añorga un único barrio, se distinguen generalmente tres barriadas diferenciadas: Añorga (Añorga Haundi), Añorga-Txiki y Rekalde.
Uno de los estandartes del barrio es el club deportivo y cultural "Añorga Kirol eta Kultur Elkartea", fundada en 1922.
Según el censo del ayuntamiento en 2022 contaba con 2635 habitantes.

## Ubicación geográfica

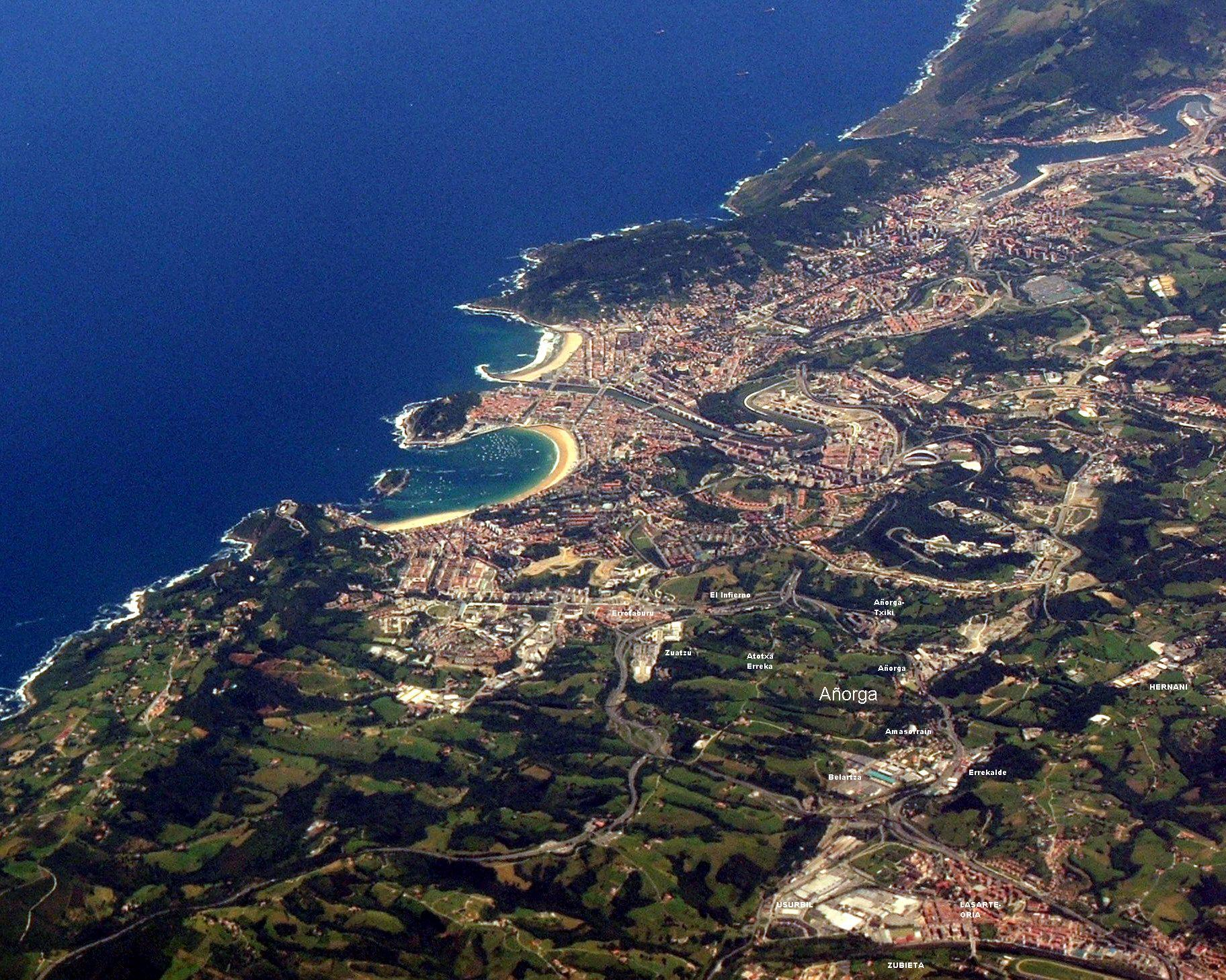
Imagen aérea de San Sebastián con la ubicación de Añorga en primer plano.

Añorga ocupa la parte más alta de la cuenca del arroyo de Añorga. Este pequeño curso de agua de algo más de 6,5 km de longitud actualmente está soterrado y discurre por canalizaciones, por lo que no es visible salvo en algún pequeño tramo de su recorrido. El arroyo de añorga nacía cerca del límite de Añorga con los vecinos municipios de Usúrbil y Lasarte-Oria. En sus primeros 750 metros el antiguo cauce del arroyo marca el límite municipal entre San Sebastián y lo que actualmente es el municipio de Lasarte-Oria. Esa zona se conoce como Errekalde y es una de las barriadas que componen el barrio de Añorga. Su nombre significa en euskera zona del arroyo.
Con posterioridad el arroyo atraviesa la zona de Amasorrain, Añorga y Añorga-Txiki, formando un pequeño valle, rodeado por alturas modestas de unos 100 metros, mientras que el fondo del valle se encuentra a unos 40 o 30 metros de altitud. Después el arroyo atravesando Ibaeta y el barrio del Antiguo, desembocaba en el mar en la bahía de la Concha, donde se encuentra actualmente la Playa de Ondarreta. Hace ya muchos años, que este riachuelo fue canalizado y soterrado, por lo que ya no es visible, salvo en pequeños tramos de Ibaeta, ni desemboca como antes en el arenal de Ondarreta.
Las inundaciones repetitivas que causaba este arroyo en Añorga han propiciado que en los últimos años se esté llevando a cabo la política contraria, la de volver a sacar el río a la superficie y dejarle márgenes para un crecimiento de su caudal. El arroyo vuelve a estar a la vista en varios tramos del barrio.

## Descripción del barrio
Al formar Añorga el corredor natural entre el valle del Oria y la ciudad de San Sebastián el barrio fue utilizado para el trazado de la carretera N-I a su entrada en San Sebastián. Esta carretera fue además desdoblada y convertida en autovía en la década de 1970. Esta autovía, denominada Avenida de Errekalde y Avenida de Añorga a su paso por el barrio, es la principal arteria del barrio ya que las distintas barriadas que lo componen se agrupan a uno y otro lado de este eje longitudinal. La carretera N-I forma una barrera arquitectónica de primer orden entre las barriadas de Añorga situadas a un lado y otro de la carretera, que poseen por ello una mala conexión peatonal entre sí y tiende a aislarlas entre sí. Además la gran intensidad del tráfico, el ruido y la contaminación que produce la N-I son considerados en las últimas décadas como los problemas más graves del barrio.
A finales de la década de 1990 se inauguró un ramal de la N-I entre Lasarte y Aritzeta (AP-8, que permite evitar el paso del tráfico de tránsito por Añorga. A raíz de la inauguración de ese ramal se establecieron restricciones severas de velocidad e incluso se instaló un semáforo en el tramo de la N-I por Añorga, con la idea de convertir a las Avenidas de Errekalde y de Añorga, en avenidas o boulevares urbanos, pero la carretera sigue soportando un tráfico importante y se han cumplido los objetivos a medias.
Dentro del barrio se distinguen varias zonas urbanizadas. Según la propia zonificación realizada por el ayuntamiento serían estas:
- Atotxa Erreka.
- Variante de San Sebastián (Enlace de Añorga): La Variante de San Sebastián es una autovía de circunvalación de la ciudad que fue inaugurada el 12 de septiembre de 1972. Une los barrios occidentales, centrales y orientales de la ciudad. El enlace de Añorga en origen era su enlace más occidental, que no solo daba servicio al barrio de Añorga, sino también a los de Ibaeta, El Antiguo; y también enlazaba con la carretera N-I, que atravesaba el barrio. La Variante formaba parte de una infraestructura viaria más amplia, la autopista Bilbao-Behobia, o A-8, cuyo tramo Zarauz-San Sebastián Oeste (prolongación de la Variante desde Añorga en dirección Bilbao) fue inaugurado 2 años más tarde, el 24 de julio de 1974. La Variante, entre Añorga y la salida de Alza ha sido históricamente el único tramo libre de peaje de esta autopista en Guipúzcoa. En 2010 se inauguró un segundo cinturón de circunvalación de la ciudad, más exterior, por el que discurre actualmente la autopista A-8, y la Variante fue renombrada como GI-20 convertida en una autovía de circunvalación urbana. La actual GI-20 es algo más amplia que la antigua variante, ya que va desde Rentería hasta el enlace de Aritzeta, abarcando algunos tramos que antes sí eran de peaje. El enlace con la N-I se realiza actualmente a través de ese punto de la carretera. La GI-20 es la barrera urbanística que marca el límite norte del barrio de Añorga, separándolo de Ibaeta. El Enlace de Añorga es el ámbito conformado por el tramo del antiguo trazado de la carretera N-I a su paso por el barrio de Añorga, entre la glorieta de Añorga Txiki y el túnel de Ayete, ocupando una superficie de 118.210 m² de infraestructuras viarias.
- Añorga Txiki.
- Cementos Rezola.
- Añorga.
- Carretera N-1 (Tramo Añorga-Rekalde)
- Amasorrain.
- Recalde.
- Belartza.
- Recalde II.
- Eskibel.
- Zuatzu.
- Belartza II
- Galarreta.

## Historia
Según Luis Murugarren en su libro San Sebastián-Donostia el origen del barrio de Añorga es anterior al de la propia ciudad de San Sebastián, ya que varios linajes de Añorga se encontraban entre los primeros pobladores de la ciudad. Así se citaron como casas pobladoras de San Sebastián y fundadoras de la iglesia de San Sebastián el Antiguo: Amasorrain, Añorga o Merquelín, entre otras, todas ellas situadas en terrenos de lo que actualmente es Añorga.

### La fábrica de Cementos Rezola
La zona de Añorga estaba dotada de una tradición preindustrial de molinos hidráulicos, que aprovechaban el potencial hidráulico de los abundantes arroyos de la zona. Esta tradición ha perdurado en la toponimia. No en vano Errekalde significa en euskera zona de arroyos, o existe un camino de Errotazar molino viejo en euskera, que recuerda a un antiguo caserío que hubo en la zona y que con anterioridad fue un molino. Por otro lado se explotaban ya las canteras de margas y calizas cercanas de la zona, que se trataban en hornos de calcinación.
En este contexto hay que entender la fundación en 1850 en el antiguo molino de Añorga-Txiki de la fábrica La Esperanza por José María Rezola Gaztañaga, que fabricaba cemento natural a partir de los materiales obtenidos de la cantera de Añorga, utilizando para ello maquinaria que aprovechaba la energía hidráulica disponible en la zona. Ese fue el origen de una actividad industrial, la fabricación de cemento, que siglo y medio después, aún perdura en el barrio. La actividad cementera, aún modesta en sus inicios, se intensificó a partir de 1900 cuando los dueños de La Esperanza fundan la firma Hijos de José Rezola y Cia., la planta se trasladó a su ubicación actual junto a Añorga-Haundi y comenzó a fabricar cemento Portland utilizando medios modernos y cada vez más electrificados. 
El barrio creció a lo largo del siglo XX a la sombra de la fábrica de Cementos Rezola y adquirió un carácter industrial. La fábrica ha ejercido a lo largo de ese tiempo una doble influencia en el barrio, positiva por un lado, ya que durante años fue el principal medio de vida de sus habitantes y ejerció una labor filantrópica/partenalista en la comunidad como solían antaño hacer las grandes empresas, dotando al barrio de algunas infraestructuras, ejerciendo mecenazgo sobre actividades deportivas y sociales o construyendo viviendas para los trabajadores. Sin embargo, por otro lado, la cementera ha planeado también como una negra sombra sobre los añorgatarras, hipotecando la calidad de vida del barrio con su ruido, polvo y contaminación y limitando las posibilidades de desarrollo del barrio. 
Actualmente la fábrica prosigue su actividad, aunque ya no se denomina Cementos Rezola como antaño ya que una serie de adquisiciones la han integrado actualmente en la empresa Financiera y Minera, propiedad del grupo italiano Italcementi. La antigua Cementos Rezola sigue teniendo una importante actividad económica, siendo una de las industrias más importantes ubicadas en San Sebastián, pero ya no emplea tanta gente como antaño, algo menos de 150 trabajadores, y desde luego, no tiene la importancia que tenía antiguamente como medio de vida de los añorgatarras.
Con motivo del 150 aniversario de la fundación de la empresa, en el año 2000 la antigua escuela de los hijos de los trabajadores de la fábrica fue reconvertida en museo, el Museum Cemento Rezola, centrado en el cemento y en la historia de la fábrica del barrio.

## Asociacionismo
- Añorga KKE: es el club deportivo y cultural del barrio por antonomasia. Fue fundado en 1922. Es un club polideportivo con secciones de fútbol, pelota vasca, ajedrez, alpinismo, baloncesto, bolos y toca, caza, ciclismo, pesca y tiro olímpico. Cabe destacar su labor en la difusión de la pelota vasca, siendo Añorga cantera de pelotaris dentro de Guipúzcoa con figuras como Mikel Unanue u Oier Mendizabal. En el apartado futbolístico es un club de formación del que han salido algunas figuras reseñables como Silvestre Igoa, Igor Gabilondo o José Mari Bakero. También fue pionero del fútbol femenino, siendo el Añorga KKE, varias veces campeón de España. En el plano cultural, el Añorga KKE tiene un grupo de danzas tradicionales y organiza, entre otros eventos, las fiestas del barrio.
- Ikaskirola Pilota Elkartea: club de pelota vasca de la ikastola de Rekalde.
- Gure Kabia Hogar del jubilado: es el hogar del jubilado del barrio; pero actúa también como sociedad gastronómica con 150 socios.
- Rekalde AAVV: asociación de vecinos de la barriada de Rekalde.
- Atotxa Erreka Sociedad Deportivo Recreativa: sociedad gastronómica fundada en 1973 en Añorga-Txiki. Tiene unos 60 socios. Saca una compañía en la Tamborrada de San Sebastián que desfila por el barrio.
- Añorga Txiki-Tarrak, AAVV: asociación de vecinos de la barriada de Añorga-Txiki.
- Sociedad Errekalde: pequeña sociedad gastronómica fundada en 1982 en la barriada de Rekalde. Tiene medio centenar de socios. Suele montar una Tamborrada Infantil.

43°17′09″N 2°00′01″O / 43.285890624612605, -2.0001983642578125
- Datos: Q1836499
- Multimedia: Añorga / Q1836499